# Luke Cowan-Dickie
Luke Cowan-Dickie es un jugador de rugby de nacionalidad británica perteneciente al Sale Sharks en la Premiership Rugby, puede jugar tanto de hooker como de pilar.

## Carrera
Hizo su debut profesional contra Cavalieri Prato en la Copa Amlin Challenge el 19 de noviembre de 2011.
Cowan-Dickie comenzó jugando en los Cornish Pirates y más tarde fue cedido por Exeter Chiefs al Plymouth Albion RFC para ayudar a su desarrollo como jugador. 
Luke Cowan-Dickie jugó 164 veces para Exeter Chiefs en la Premiership Rugby, incluido el comienzo en la final de Aviva Premiership 2016. Además, Cowan-Dickie también ha aparecido en la Copa LV para los Jefes, la Liga Premier A, la Copa Amlin Challenge y la Copa de Campeones de Europa . 
Cowan-Dickie debutó en 2011 para los Chiefs con solo 18 años de edad. Hizo su debut en la Premier League en 2014 y desde entonces ha marcado 8 intentos en la competencia, incluido un triplete contra Harlequins en 2016. Comenzó la final cuando Exeter Chiefs derrotó a Wasps para ser coronado campeón de la Premiership Rugby 2016-17 .
En 2020 se proclama campeón de la Champions Cup 2019-20 con Exeter Chiefs ante Racing 92 por el resultado final de 31-27,  en un partido que se disputó a puerta cerrada en el estadio de Ashton Gate de Bristol, debido a la pandemia sanitaria del Covid-19.
En 2023 ficha por el Sale Sharks, también de la Premiership Rugby.

## Carrera internacional
Cowan-Dickie ha representado a Inglaterra menores de 18 años e Inglaterra menores de 20 años. Ha aparecido para el equipo A de Inglaterra, los Sajones de Inglaterra, y el 20 de mayo de 2015, fue nombrado en el equipo de entrenamiento de 50 hombres para la Copa Mundial de Rugby 2015 . El 15 de agosto de 2015, Cowan-Dickie hizo su debut internacional completo contra Francia en un partido de preparación para la Copa del Mundo 2015 en Twickenham.
En 2016, Luke formó parte del equipo de Inglaterra que ganó el Grand Slam de  Seis Naciones de la RBS sobre Francia en París, mientras que también fue miembro de su gira para la exitosa gira de verano a Australia . Más tarde ese año, fue excluido de los internacionales de noviembre por una lesión en el tobillo. Una lesión en la rodilla sufrida a principios de 2017 significó que Cowan-Dickie se perdió la gira por Argentina en el verano, pero regresó al International Rugby en 2018 cuando Eddie Jones lo llamó para unirse al equipo de entrenamiento de las Seis Naciones . Luke fue seleccionado más tarde para la gira de tres pruebas de Sudáfrica, donde hizo tres apariciones como reemplazo, ya que Inglaterra perdió la serie 2-1.
| Tratar | Equipo contrario | Ubicación           | Lugar de encuentro  | Competencia                                             | Fecha                     | Resultado | Puntuación |
| ------ | ---------------- | ------------------- | ------------------- | ------------------------------------------------------- | ------------------------- | --------- | ---------- |
| 1      | Gales            | Londres, Inglaterra | Estadio Twickenham  | Partido de preparación de la copa mundial de rugby 2019 | 11 de agosto del 2019     | Ganado    | 33 -19     |
| 2      | Irlanda          | Londres, Inglaterra | Estadio Twickenham  | Partido de preparación de la copa mundial de rugby 2019 | 24 de agosto del 2019     | Ganado    | 57 -15     |
| 3      | Tonga            | Sapporo, Japón      | Estadio Sapporo     | Copa Mundial de Rugby 2019                              | 11 de septiembre del 2019 | Ganado    | 35 -3      |
| 4 4    | Estados Unidos   | Kobe, Japón         | Estadio Kobe Misaki | Copa Mundial de Rugby 2019                              | 26 de septiembre del 2019 | Ganado    | 45 - 7     |

### Gira de los British and Irish Lions
Cowan-Dickie fue convocado para la gira de los British & Irish Lions a Sudáfrica 2021. Debutó como suplente en la victoria por 14-56 sobre los Sigma Lions. Luego participó en partidos de gira contra Sharks y Sudáfrica A.  En el partido de los Leones contra Stormers, anotó su primer try de la gira y fue nombrado Jugador del Partido.
Cowan-Dickie debutó con los Lions en el primer partido de prueba contra Sudáfrica, anotando el único try del partido para los Lions en una victoria por 17-22. También fue titular en el segundo partido de prueba, que perdió por 27-9. Cowan-Dickie estuvo en el banquillo para el último partido, con el hooker galés Ken Owens ocupando su puesto de titular. La ajustada derrota por 19-16 significó que Sudáfrica ganó la serie 2-1.
El 8 de mayo de 2025, Cowan-Dickie fue seleccionado nuevamente para la gira de los British & Irish Lions a Australia 2025.